# American Soldiers
Pour plus de détails, voir Fiche technique et Distribution.
American Soldiers est un film canadien  réalisé par Sidney J. Furie, sorti en 2005. 
Le film traite de la guerre en Irak et des soldats américains présents en Irak en 2004.

## Synopsis
12 avril 2004 : une patrouille américaine tombe dans une série d'embuscades dues à la guérilla irakienne et finit sa journée par un combat à l'arme blanche, non sans avoir découvert à l'occasion de ses pérégrinations une prison où des agents de la CIA violent impunément les conventions de Genève, ce qui amène les soldats à se demander la raison de leur présence dans un tel enfer.

## Commentaires
- Le film n'a pas été diffusé en France.

À noter que l'un des soldats promet "de monter tout en haut de la tour Eiffel et d'aller dans tous les 4 étoiles de Paris…" 

## Fiche technique
- Autres titres anglais : American Soldiers: A Day in Iraq
- Durée : 110 min / Australie : 103 min
- Pays :  Canada
- Langue : anglais
- Couleur
- Classification :  Canada : 14A (Ontario) /  États-Unis : R (violence guerrière et langage violent)

## Distribution
- Curtis Morgan : Spc. Tyler Jackson
- Zan Calabretta : Sgt Delvecchio
- Jordan Brown : Spec. Cohen (Doc)
- Eddie Della Siepe : Roy Pena